# منطقه ادن
منطقه ادن (به انگلیسی: Eden District) یک منطقهٔ مسکونی در بریتانیا است که در کامبریا واقع شده‌است. منطقه ادن ۵۲٬۵۶۴ نفر جمعیت دارد.